# John Bruno
John Bruno é um especialista em efeitos visuais estadunidense. Venceu o Oscar de melhores efeitos visuais na edição de 1990 por The Abyss, ao lado de Dennis Muren, Hoyt Yeatman e Dennis Skotak.